# Malattia di Luft
La malattia di Luft è una malattia genetica dovuta a un disaccoppiamento tra la produzione di ATP e fosforilazione ossidativa.
Tale patologia rientra nella classificazione di una condizione ipermetabolica non tiroidea che porta ad un aumento del metabolismo basale e quindi ipertermia.